# Paul Goossens
Paul Goossens (Mechelen, 11 januari 1943) is een Belgisch journalist, redacteur en voormalig studentenleider.

## Levensloop
Nadat hij een priesteropleiding aan het seminarie had gestaakt, studeerde Paul Goossens van 1964 tot 1968 economie aan de Katholieke Universiteit Leuven. Hij was actief in de acties rond de taalkundige splitsing ("Leuven Vlaams") van de universiteit. Hij was ook preses van studentenvereniging KVHV Leuven, maar zijn linkse opstelling leidde tot ernstige spanningen met de traditionalistische, rechtse flamingantische vleugel. Op zeker moment waren er twee presides, een linkse (Paul Goossens) en een officiële. Samen met Kris Merckx, Ludo Martens en Piet Piryns behoorde Goossens tot de linkse tak van de studentenbeweging, die zich meer bezighield met democratisering dan met vervlaamsing van de universiteit. Hij was ook actief binnen de overkoepelende Vlaamse Vereniging van Studenten (VVS), waarvan hij in 1968-'69 voorzitter was. 
Na zijn diploma van licentiaat in de economie werd hij freelance journalist en redacteur bij het weekblad Vrijdag. Tevens was hij deeltijds medewerker van de Antwerpse Volkshogeschool Elckerlyc en werkte hij nog een doctoraat in de economie af. In 1973 werd hij redacteur economie bij De Standaard. 
Van 1978 tot 1991 was hij hoofdredacteur van De Morgen. Dit was een tijd van hervormingen en controversen. De krant zette toen namelijk haar eerste stappen van de – failliet gegane – socialistische Volksgazet naar een zelfstandig functionerend dagblad voor de linkse Vlaamse intellectueel, dat op steeds minder steun kon rekenen van de socialistische zuil. In 1991 werd hij zelfstandig journalist en Europa-correspondent voor het agentschap Belga. Hij publiceerde in het weekblad Knack en verzorgde de 'tv-uitzendingen door derden' van de Christen-Democratische Omroep (CDO). Hij schreef ook een column voor de krant De Standaard.